# Алмаз (остановочный пункт)
Алма́з — пассажирский остановочный пункт Киевского железнодорожного узла Юго-Западной железной дороги.
Расположен на территории борщаговской промзоны вблизи ул. Пшеничная.
Остановочный пункт открыт в 1977 году после застройки массива Никольская Борщаговка и обустройства небольшой промзоны рядом. Платформы размещаются между железнодорожными станциями Киев-Волынский и Святошино на малодеятельном участке, который соединяет станцию Киев-Волынский с Северным полукольцом в обход станции Борщаговка. Название взято от предприятия соответствующего профиля, находящегося рядом.
Поскольку платформа расположена на дублирующей ветке, она практически не имеет пассажирского значения.
В маршрут городской электрички остановочный пункт не включен.